# ماميثا حادة الفصوص
المَامِيثَا حادة الفصوص نوع نباتي يتبع جنس الماميثا من الفصيلة الخشخاشية.

## البيئة والانتشار
موطنها بلاد الشام وقبرص وتركيا وبلغاريا.

## مرادفات للاسم العلمي
- (باللاتينية: Glaucium leiocarpum Boiss.)